# Leopold van Arenberg
Leopold Engelbert Evrard Ruprrecht Gaspard van Arenberg (Tervuren, 20 februari 1956) is de dertiende hertog van Arenberg.

## Levensloop
Prins en hertog Leopold van Arenberg is de oudste zoon van hertog Jan Engelbert van Arenberg (1921-2011) en van prinses Sofie van Beieren (1935), dochter van de laatste kroonprins van Beieren, Rupprecht van Beieren (1869-1955) en prinses Antonia van Luxemburg (1899-1954). Hij is op 30 juni 1995 in Pully, Zwitserland getrouwd met de tot de Nederlandse adel behorende gravin Isabel zu Stolberg-Stolberg (Aken, 7 juni 1963). De religieuze ceremonie vond plaats op 9 september 1995 in Funchal op Madeira. Isabel is een dochter van graaf Wilhelm zu Stolberg-Stolberg en prinses Irene van Isenburg. Ze hebben drie kinderen:
- prinses Natasha Sophie Gaspara Maria Annunziata van Arenberg (Etterbeek, 21 december 1996)
- prins Philip-Leopold Jean-Engelbert Wilhelm Melchior van Arenberg (Lausanne, 20 mei 1999)
- prins Alexander Peter Ernest Franz Joseph Balthazar van Arenberg (Lausanne, 2 november 2001)

Leopold van Arenberg is, na de dood van zijn vader, de dertiende hertog van Arenberg geworden, de tweede van de jongere tak, die de door het Belgische adelsrecht geofficialiseerde titel draagt. Hij is ook de drager van titels binnen de familie die niet meer officieel rechtsgeldig zijn: 19de hertog van Aarschot, 8ste hertog van Meppen en 8ste prins van Recklinghausen.
Arenberg is licentiaat in de rechten van de Katholieke Universiteit Leuven en MBA van de Universiteit van Lausanne. Hij is geassocieerd effectenmakelaar in Lausanne, Dallas en Atlanta. 
Hij is afgevaardigd bestuurder van de Arenbergstichting. Met deze stichting streeft hij de promotie na van de geschiedenis en de cultuur van de regio's, om hiermee de Europese gedachte te bevorderen. Hij werkt mee aan projecten die dit doel nastreven. Hij hoopt een grensoverschrijdend toeristisch project te realiseren dat de plekken verbindt waar de geschiedenis van de families De la Marck-Arenberg zich heeft afgespeeld (prinsbisdom Luik, abdijvorstendom Stavelot-Malmedy, hertogdom Limburg en gebieden in Frankrijk en Duitsland. Dit is al gedeeltelijk gerealiseerd in 2004 met de wandelroute Sur les traces des princes. 
Hij is ridder van Eer en Devotie in de Orde van Malta en is voor de Orde ambassaderaad geweest in Tsjaad (1991-2003) en ambassadeur in Portugal (2003-2008). 
In herinnering aan de bevrijding door Amerikaanse soldaten uit Dachau van zijn moeder, haar zussen en hun moeder Antonia van Luxemburg, ondersteunt de prins Azalea Charities, een stichting die Amerikaanse gekwetste soldaten en hun familie helpt. Hij is ook lid van de adviesraad van de Europese denktank 'Instituut Thomas More' in Brussel.
In november 2012 gaf de prins in het kasteel van Wezembeek-Oppem een conferentie onder de titel L'utilité d'un plan Marshall culturel européen.

## Publicaties
- Toespraak bij de uitreiking van de derde Arenberg-Coïmbraprijs in 2009[dode link]
- Toespraak bij de uitreiking van de vierde Arenberg-Coïmbraprijs in 2010
- Toespraak in Leuven op het International Forum 'Networking for Knowledge and Society', 1 juni 2012[dode link]